# Tipula (Pterelachisus) vitiosa
Tipula (Pterelachisus) vitiosa is een tweevleugelige uit de familie langpootmuggen (Tipulidae). De soort komt voor in het Palearctisch gebied.